# Мисс мира 2001
Мисс Мира 2001 (англ. Miss World 2001) — 51-й ежегодный конкурс красоты, проводился 16 ноября 2001 года в Сан-Сити, ЮАР. За победу в нём соревновались 93 претендентки, победительницей стала представительница Нигерии Агбани Дарего.

## Результаты
| Итоговый результат | Участница |
| ------------------ | --- |
| Мисс Мира 2001     | - Нигерия — Агбани Дарего |
| 1-я вице-мисс      | - Аруба — Zizi Lee |
| 2-я вице-мисс      | - Шотландия — Джульет-Джейн Хорн |
| 3-я вице-мисс      | - Никарагуа — Ligia Argüello |
| 4-я вице-мисс      | - Китай — Bing Li |
| Полуфиналистки     | - Россия — Irina Kovalenko - ЮАР — Jo-Ann Strauss - Испания — Macarena García - Украина — Oleksandra Nikolayenko - СР Югославия — Tijana Stajšić |

### Континентальные Королевы красоты
| Королевы красоты по континентам | Участница                       |
| ------------------------------- | ------------------------------- |
| Африка                          | - Нигерия — Agbani Darego       |
| Америка                         | - Никарагуа — Ligia Argüello    |
| Азия и Океания                  | - Китай — Bing Li               |
| Вест-Индия                      | - Аруба — Zizi Lee              |
| Европа                          | - Шотландия — Juliet-Jane Horne |

### Специальные награды
| Награда             | Участница                          |
| ------------------- | ---------------------------------- |
| Лучший костюм       | - Республика Корея — Seo Hyun-jin  |
| Мисс фотогеничность | - Таиланд — Lada Engchawadechasilp |
| Мисс Талант         | - Барбадос — Stephanie Chase       |
| Мисс Эрудиция Мира  | - Коста-Рика — Piarella Peralta    |

### Топ
Топ-10
1. Нигерия
2. Украина
3. Никарагуа
4. Испания
5. Югославия
6. Шотландия
7. Китай
8. Аруба
9. Россия
10. ЮАР

Топ-5
1. Китай
2. Никарагуа
3. Шотландия
4. Нигерия
5. Аруба

## Участницы
| - Виргинские Острова (США) — Cherrisse Wood - Ангола — Adalgisa Alexandra da Rocha Gonçalves - Антигуа и Барбуда — Janelle Williams - Аргентина — Virginia di Salvo - Аруба — Zerelda Candice (Zizi) Lee Wai-Yen - Австралия — Eva Milic - Австрия — Daniela Rockenschaub - Бангладеш — Tabassum Ferdous Shaon - Барбадос — Stephanie Chase - Бельгия — Dina Tersago - Боливия — Claudia Ettmüller - Босния и Герцеговина — Ana Mirjana Račanović - Ботсвана — Masego Sebedi - Бразилия — Joyce Yara Aguiar - Виргинские Острова (Великобритания) — Melinda McGlore - Болгария — Stanislava Karabelova - Канада — Tara Hall - Острова Кайман — Shannon McLean - Чили — Christianne Balmelli Fournier - Китай — Bing Li - Колумбия — Jeisyl Amparo Vélez Giraldo - Коста-Рика — Piarella Peralta Rodríguez - Хорватия — Rajna Raguz - Кипр — Christiana Aristotelous - Чехия — Andrea Fiserova - Доминиканская Республика — Jeimy Castillo Molina - Эквадор — Carla Lorena Revelo Pérez - Англия — Салли Кеттл (Sally Kettle) - Эстония — Liina Helstein - Финляндия — Jenni Hietanen - Франция — Emmanuelle Chossat - Германия — Adina Wilhelmi - Гана — Selasi Kwawu - Гибралтар — Luann Richardson - Греция — Valentini Daskaloudi - Гайана — Olive Gopaul - Гавайи — Radasha Hoʻohuli - Нидерланды — Irena Pantelic - Гонконг — Gigi Chung Pui Chi - Венгрия — Zsoka Kapocs - Исландия — Kolbrún Pálina Helgadóttir - Индия — Sara Corner - Ирландия — Catrina Supple - Израиль — Keren Schlimovitz - Италия — Paola d’Antonino - Ямайка — Regina Beaver - Япония — Yuka Hamano | - Кения — Daniella Kimaru - Республика Корея — Seo Hyun-jin - Латвия — Dina Kalandarova - Ливан — Christina Sawaya - Северная Македония — Sandra Spašovska - Мадагаскар — Tassiana Boba - Малави — Elizabeth Pullu - Малайзия — Sasha Tan Hwee Teng - Мальта — Christine Camilleri - Мексика — Tatiana Rodríguez - Намибия — Michelle Heitha - Новая Зеландия — Amie Hewitt - Никарагуа — Ligia Cristina Argüello Roa - Нигерия — Agbani Darego - Северная Ирландия — Анджела Маккарти (Angela McCarthy) - Норвегия — Malin Johansen - Панама — Lourdes González Montenegro - Перу — Viviana Rivasplata - Филиппины — Gilrhea Castañeda Quinzon - Польша — Joanna Drozdowska - Португалия — Claudia Jesus Lopez Borges - Пуэрто-Рико — Bárbara Serrano Negrón - Румыния — Vanda Petre - Россия — Irina Kovalenko - Шотландия — Джульет-Джейн Хорн (Juliet-Jane Horne) - Сингапур — Angelina Johnson - Словакия — Jana Ivanova - Словения — Rebeka Dremelj - ЮАР — Jo-Ann Strauss - Испания — Macarena García Naranjo - Синт-Мартен — Genesis Romney - Швеция — Camilla Maria Bäck - Швейцария — Mascha Santschi - Французская Полинезия — Teriitamihau Rava Nui - Танзания — Happiness Mageese - Таиланд — Lada Engchawadechasilp - Тринидад и Тобаго — Sacha Hill - Турция — Tuğçe Kazaz - Уганда — Victoria Kabuye - Украина — Oleksandra Nikolayenko - США — Кэрри Струп (Carrie Stroup) - Уругвай — María Daniela Abásolo Cugnetti - Венесуэла — Andreína Prieto - Уэльс — Шарлотт Фэйчни (Charlotte Faichney) - СР Югославия — Tijana Stajšić - Зимбабве — Nokhuthula Mpuli |

### Порядок участниц
| Группа 1 - Ангола - Аргентина - Аруба - Австралия - Австрия - Американские Виргинские острова - Боливия - Бразилия - Британские Виргинские острова - Хорватия - Германия - Португалия Группа 2 - Барбадос - Босния и Герцеговина - Ботсвана - Болгария - Чешская Республика - Венгрия - Ямайка - Кения - Словакия - Словения - Тринидад и Тобаго | Группа 3 - Украина - Чили - Коста-Рика - Доминиканская Республика - Эстония - Латвия - Румыния - Россия - Уганда - Колумбия - Зимбабве Группа 4 - Гана - Исландия - Уэльс - Бельгия - Антигуа - Кипр - Танзания - Франция - Македония - Италия - Каймановы острова | Группа 5 - Сингапур - ЮАР - Канада - Венесуэла - Англия - Мексика - Никарагуа - Нидерланды - США - Китай - Уругвай - Швейцария Группа 6 - Финляндия - Hong Kong Китай - Ирландия - Мадагаскар - Малави - Мальта - Нигерия - Филиппины - Польша - Швеция - Югославия - Синт-Маартен | Группа 7 - Северная Ирландия - Таиланд - Испания - Гайана - Греция - Эквадор - Ливан - Гибралтар - Пуэрто-Рико - Перу - Панама - Малайзия Группа 8 - Бангладеш - Намибия - Израиль - Гавайи - Таити - Турция - Новая Зеландия - Норвегия - Индия - Корея - Япония - Шотландия |

## Заметки

### Дебют
- Малави участвовала в конкурсе впервые.

### Вернулись
- Гавайи последний раз участвовали в 1959 году.
- Антигуа последний раз участвовала в 1991 году.
- Китай последний раз участвовал в 1994 году.
- Никарагуа последний раз участвовало в 1998 году.
- Гайана, Латвия, Синт-Маартен и Таиланд последний раз участвовали в 1999 году.

### Отказались
- Кюрасао, Дания, Гватемала, Казахстан, Непал, Парагвай и Шри-Ланка не участвовали по неизвестным причинам.
- Багамские острова и Свазиленд не участвовали. Участница с Багамских островов заболела, а участница из Свазиленда не участвовала из-за проблем с финансами.
- Литва не участвовала из-за конфликта планирования.
- У Молдовы возникли проблемы с возрастным требованием для участниц.